# Soloella
Soloella là một chi bướm đêm thuộc họ Erebidae.

## Các loài
- Soloella guttivaga (Walker, 1854)
- Soloella orientis Kühne, 2007